# The Duffer Brothers
Matt Duffer e Ross Duffer, conhecidos como The Duffer Brothers (Durham, 15 de fevereiro de 1984), são dois roteiristas, diretores e produtores norte-americanos. Os gêmeos são conhecidos por serem criadores da série Stranger Things da Netflix. Eles escrevem, dirigem e produzem séries de ficção científica e horror para o cinema e televisão. Também são conhecidos pelo filme de suspense Hidden e escreveram episódios para a série Wayward Pines.
Em 19 de agosto de 2025, o conglomerado Paramount oficializou a contratação de Matt e Ross. O contrato de exclusividade, com duração de quatro anos, passa a valer a partir de abril de 2026, quando termina o vínculo dos irmãos com a Netflix.

## Carreira
Depois dos Irmãos Duffer escreverem e dirigirem vários curtas-metragens, seu roteiro para o filme de terror pós-apocalíptico, Hidden, foi adquirida pela Warner Bros. Pictures em 2011, logo depois que se formaram na faculdade. Os irmãos dirigiram o filme em 2012, que foi lançado em 2015. O diretor M. Night Shyamalan leu o roteiro e contratou-os como escritores/produtores na série de televisão Fox, Wayward Pines.
A partir de sua experiência na televisão, eles iniciaram a ideia para fazer Stranger Things, que Dan Cohen apresentou para Shawn Levy. Com a produtora 21 Laps de Levy a bordo, a série foi rapidamente escolhida pela Netflix, e se passa na Indiana nos anos 80, sendo uma homenagem à cultura pop dos anos 80, inspirada e esteticamente informada pelos trabalhos de Steven Spielberg, John Carpenter, Stephen King e George Lucas, entre outros.
A série foi lançada em 15 de julho de 2016, com elogios esmagadores, especificamente por sua caracterização, ritmo, atmosfera, atuação, trilha sonora, direção, escrita e homenagem aos filmes de gênero dos anos 80 e, posteriormente, ganhou milhares de fãs online. O agregador de críticas Rotten Tomatoes atribuiu à série uma classificação de aprovação de 95%, com base em 82 críticas, com uma pontuação média ponderada de 7,96/10. O consenso crítico do site declara: "Excitante, comovente e às vezes assustador, Stranger Things atua como uma homenagem viciante aos filmes de Steven Spielberg e à televisão dos anos 80". Em 31 de agosto de 2016, a Netflix renovou a série para uma segunda temporada de nove episódios, lançados em 27 de outubro de 2017. Em dezembro de 2017, a Netflix renovou a série para uma terceira temporada de oito episódios, lançados em 4 de julho de 2019.
Em 30 de setembro de 2019, a Netflix renovou a série para uma quarta temporada, que estreou em maio de 2022, após um longo atraso na produção devido a Pandemia de COVID-19. Além do anuncio de renovação, a Netflix anunciou que assinou um contrato de anos com os Irmãos Duffer para a produção de novos filmes e séries.
Após a estreia da quarta temporada de Stranger Things, os Duffers lançaram a produtora Upside Down Pictures, e estão desenvolvendo para a Netflix uma série derivada de Stranger Things, nova série live-action de Death Note e uma série baseada em O Talismã, livro de Stephen King e Peter Straub.
Em fevereiro de 2022, os irmãos anunciaram através de uma carta que a quinta temporada de Stranger Things será a última da série.

## Vida pessoal
Os Irmãos Duffer nasceram em Durham, Carolina do Norte. Eles começaram a fazer filmes na terceira série usando uma câmera de vídeo Hi8 que foi um presente de seus pais. Eles se mudaram para Orange, California, para estudar cinema na Universidade Chapman.

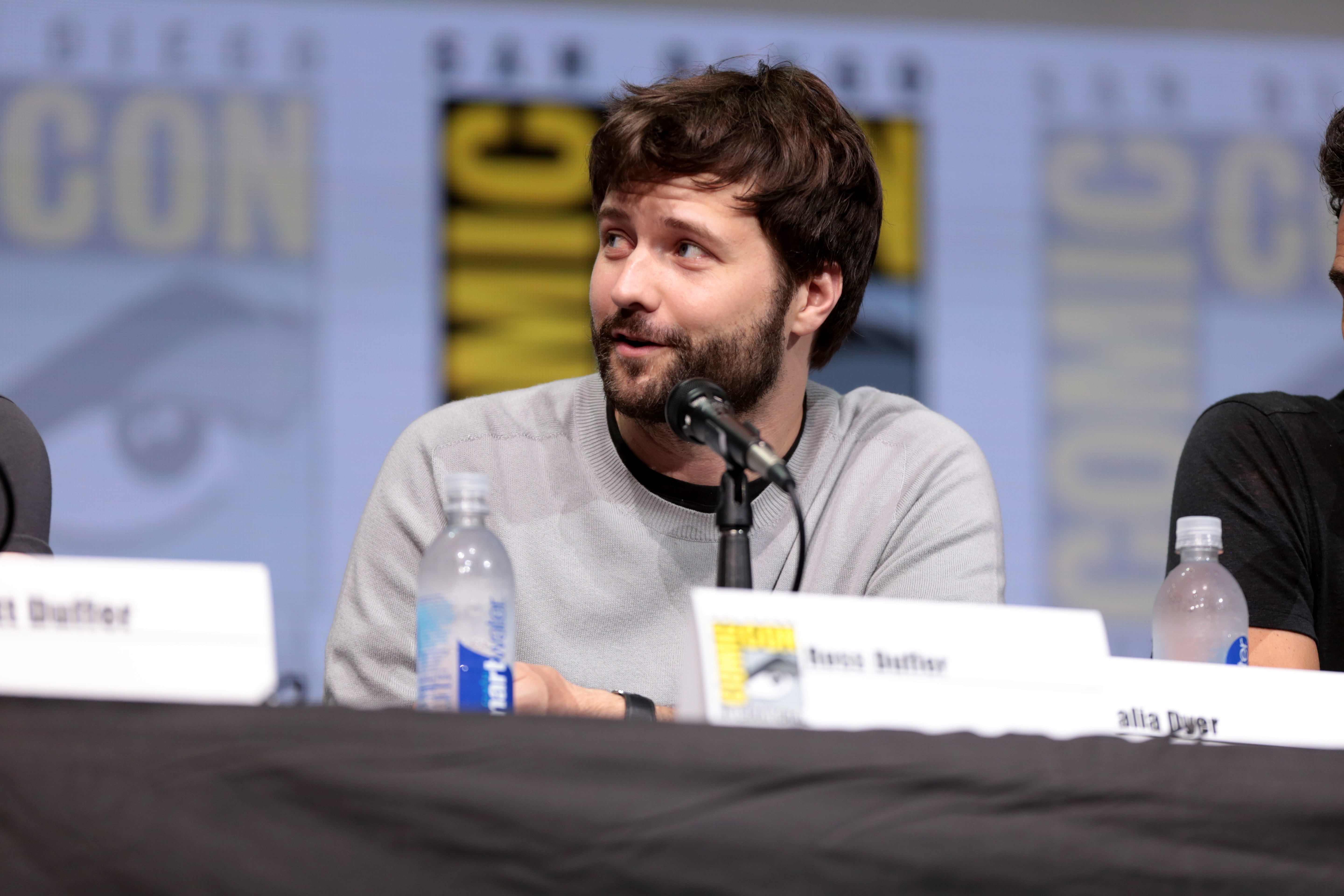
Ross Duffer no painel de Stranger Things na San Diego Comic-Con em 2017.

Ross Duffer se casou com a diretora Leigh Janiak em Palm Springs, em dezembro de 2015. O casal se conheceu em 2006, em uma produção em Los Angeles, onde ele era estagiário e ela era assistente do produtor. Em 2024, Ross Duffer e Leigh Janiak se separaram.

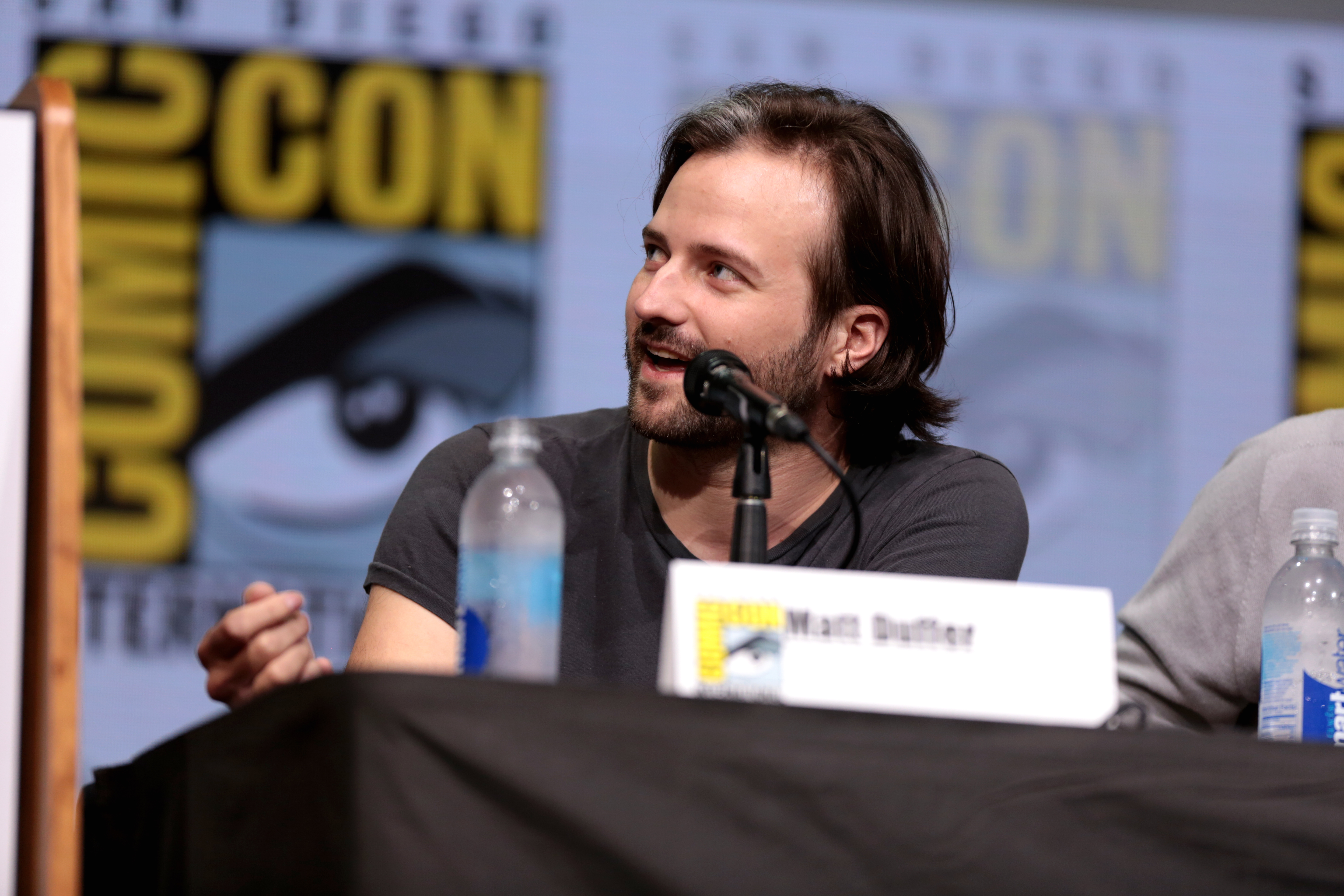
Matt Duffer no painel de Stranger Things na San Diego Comic-Con em 2017.

Em março de 2018, os Irmãos Duffer foram acusados de abuso verbal no set de Stranger Things por uma ex-colega que trabalhou na produção. Ela afirmou em suas redes sociais que não voltaria para a terceira temporada da série porque os Irmãos Duffer criaram um ambiente de trabalho hostil para as mulheres. Os irmãos negaram essa alegação e uma investigação feita pela Netflix não encontrou nenhuma irregularidade. Os irmãos já haviam sido criticados por convencer a atriz Sadie Sink, que na época era adolescente, a realizar uma cena de beijo que não estava no roteiro. No entanto, Sadie disse que não se opôs.

## Filmografia

### Séries
| Série           | Data de exibição        | Créditos  | Créditos              | Créditos   | Créditos  | Notas     |
| Série           | Data de exibição        | Criadores | Produtores Executivos | Escritores | Diretores | Notas     |
| --------------- | ----------------------- | --------- | --------------------- | ---------- | --------- | --------- |
| Wayward Pines   | 2015–2016 (Fox)         | Não       | Sim                   | Sim        | Não       |           |
| Stranger Things | 2016–presente (Netflix) | Sim       | Sim                   | Sim        | Sim       | Criadores |

### Filmes
| Ano  | Título                   | Creditado como | Creditado como | Creditado como | Creditado como | Notas                                                                        |
| Ano  | Título                   | Diretores      | Escritoras     | Produtores     | Outro          | Notas                                                                        |
| ---- | ------------------------ | -------------- | -------------- | -------------- | -------------- | ---------------------------------------------------------------------------- |
| 2005 | We All Fall Down         | Sim            | Sim            | Não            | Não            | Filme curto                                                                  |
| 2006 | The Big Toe              | Não            | Não            | Não            | Sim            | Curta-metragem Editores                                                      |
| 2007 | Eater                    | Sim            | Sim            | Sim            | Não            | Filme curto                                                                  |
| 2008 | The Milkman              | Não            | Não            | Sim            | Sim            | Curta-metragem Atores: Oficial (Matt Duffer); Bandido drive-by (Ross Duffer) |
| 2008 | Saturday Night at Norm's | Não            | Não            | Sim            | Não            | Filme curto                                                                  |
| 2009 | Abraham's Boys           | Não            | Sim            | Sim            | Sim            | Curta-metragem Diretores e editores da segunda unidade                       |
| 2009 | Road to Moloch           | Não            | Sim            | Não            | Não            | Filme curto                                                                  |
| 2012 | Vessel                   | Não            | Sim            | Não            | Não            | Filme curto                                                                  |
| 2014 | Honeymoon                | Não            | Não            | Não            | Sim            | Agradecimentos especiais                                                     |
| 2015 | Hidden                   | Sim            | Sim            | Não            | Não            | Filme de estreia Concluído em 2012, recebeu lançamento limitado em 2015      |

## Prêmios
| Ano  | Prêmio                               | Categoria                                            | Trabalho indicado                                                     | Resultado | Ref.          |
| ---- | ------------------------------------ | ---------------------------------------------------- | --------------------------------------------------------------------- | --------- | ------------- |
| 2016 | American Film Institute Award        | Os 10 melhores programas de TV do ano                | Stranger Things                                                       | Venceu    | [ 4 ]         |
| 2016 | Critics' Choice Television Award     | Melhor Série Dramática                               | Stranger Things                                                       | Indicado  | [ 5 ] [ 6 ]   |
| 2016 | Critics' Choice Television Award     | Show Mais Compulsivo                                 | Stranger Things                                                       | Indicado  | [ 5 ] [ 6 ]   |
| 2017 | American Film Institute Award        | Os 10 melhores programas de TV do ano                | Stranger Things                                                       | Venceu    | [ 7 ]         |
| 2017 | Prêmio Bram Stoker                   | Melhor Roteiro                                       | "Stranger Things" para "Capítulo Um: O Desaparecimento de Will Byers" | Indicado  | [ 8 ]         |
| 2017 | Prêmio Bram Stoker                   | Melhor Roteiro                                       | "Stranger Things" para "Capítulo Oito: O Mundo Invertido"             | Indicado  | [ 8 ]         |
| 2017 | Prêmio Bram Stoker                   | Realização Superior em um Roteiro                    | "Stranger Things" para "Capítulo Um: MADMAX"                          | Indicado  | [ 9 ]         |
| 2017 | British Academy Television Award     | Melhor Programa Internacional                        | Stranger Things                                                       | Indicado  | [ 10 ]        |
| 2017 | Prêmio do Directors Guild of America | Melhor Direção – Série Dramática                     | "Stranger Things" para "Capítulo Um: O Desaparecimento de Will Byers" | Indicado  | [ 11 ]        |
| 2017 | Prêmio Dorian                        | Drama de TV do Ano                                   | Stranger Things                                                       | Indicado  | [ 12 ]        |
| 2017 | Prêmio Dragão                        | Melhor Série de TV de Ficção Científica ou Fantasia  | Stranger Things                                                       | Venceu    | [ 13 ]        |
| 2017 | Prêmio Império                       | Melhor Série de TV                                   | Stranger Things                                                       | Indicado  | [ 14 ]        |
| 2017 | Prêmio Fangoria Motosserra           | Melhor Série de TV                                   | Stranger Things                                                       | Venceu    | [ 15 ]        |
| 2017 | Globo de Ouro                        | Melhor Série de Televisão – Drama                    | Stranger Things                                                       | Indicado  | [ 16 ]        |
| 2017 | Prêmio Hugo                          | Melhor Apresentação Dramática                        | "Stranger Things" para a 1ª temporada de "Stranger Things"            | Indicado  | [ 17 ]        |
| 2017 | MTV Movie & TV Award                 | Melhor Programa                                      | Stranger Things                                                       | Venceu    | [ 18 ]        |
| 2017 | Prêmio Nacional de Televisão         | Melhor Drama de época                                | Stranger Things                                                       | Indicado  | [ 19 ]        |
| 2017 | NME Award                            | Melhor Série de TV                                   | Stranger Things                                                       | Indicado  | [ 20 ]        |
| 2017 | Prêmio People's Choice               | Programa de televisão favorito                       | Stranger Things                                                       | Indicado  | [ 21 ]        |
| 2017 | Primetime Emmy Award                 | Melhor Direção para Série Dramática                  | "Stranger Things" para "Capítulo Um: O Desaparecimento de Will Byers" | Indicado  | [ 22 ]        |
| 2017 | Primetime Emmy Award                 | Melhor Série Dramática                               | Stranger Things                                                       | Indicado  | [ 22 ]        |
| 2017 | Primetime Emmy Award                 | Melhor Roteiro para Série Dramática                  | "Stranger Things" para "Capítulo Um: O Desaparecimento de Will Byers" | Indicado  | [ 22 ]        |
| 2017 | Prêmio do Producers Guild of America | Melhor Drama Episódico                               | Stranger Things                                                       | Venceu    | [ 23 ]        |
| 2017 | Satellite Award                      | Melhor Série de Televisão – Gênero                   | Stranger Things                                                       | Indicado  | [ 24 ]        |
| 2017 | Prêmio Saturno                       | Melhor Série de Televisão de Nova Mídia              | Stranger Things                                                       | Venceu    | [ 25 ] [ 26 ] |
| 2017 | Prêmio Shorty                        | Melhor programa de TV                                | Stranger Things                                                       | Indicado  | [ 27 ]        |
| 2017 | Prêmio TCA                           | Outstanding Achievement in Drama                     | Stranger Things                                                       | Indicado  | [ 28 ]        |
| 2017 | Prêmio TCA                           | Outstanding New Program                              | Stranger Things                                                       | Indicado  | [ 28 ]        |
| 2017 | Prêmio TCA                           | Programa do Ano                                      | Stranger Things                                                       | Indicado  | [ 28 ]        |
| 2017 | Teen Choice Award                    | Choice Breakout Series                               | Stranger Things                                                       | Indicado  | [ 29 ]        |
| 2017 | Teen Choice Award                    | Choice Fantasy/Sci-Fi Series                         | Stranger Things                                                       | Indicado  | [ 29 ]        |
| 2017 | Writers Guild of America Award       | Televisão: Dramatic Series                           | Stranger Things                                                       | Indicado  | [ 30 ]        |
| 2017 | Writers Guild of America Award       | Television: New Series                               | Stranger Things                                                       | Indicado  | [ 30 ]        |
| 2018 | Critics' Choice Television Award     | Melhor Série Dramática                               | Stranger Things                                                       | Indicado  | [ 31 ]        |
| 2018 | Prêmio do Directors Guild of America | Melhor Direção – Série Dramática                     | "Stranger Things" para "Capítulo Nove: O Portão"                      | Indicado  | [ 32 ]        |
| 2018 | Prêmio Empire                        | Melhor Série de TV                                   | Stranger Things                                                       | Indicado  | [ 33 ]        |
| 2018 | Globo de Ouro                        | Melhor Série de Televisão – Drama                    | Stranger Things                                                       | Indicado  | [ 34 ]        |
| 2018 | MTV Movie & TV Award                 | Melhor Programa                                      | Stranger Things                                                       | Venceu    | [ 35 ]        |
| 2018 | Nickelodeon Kids' Choice Award       | Programa de TV Favorito                              | Stranger Things                                                       | Venceu    | [ 36 ]        |
| 2018 | NME Award                            | Melhor Série de TV                                   | Stranger Things                                                       | Venceu    | [ 37 ]        |
| 2018 | Primetime Emmy Award                 | Melhor Direção para Série Dramática                  | "Stranger Things" para "Chapter Nine: The Gate"                       | Indicado  | [ 38 ]        |
| 2018 | Primetime Emmy Award                 | Melhor Série Dramática                               | Stranger Things                                                       | Indicado  | [ 38 ]        |
| 2018 | Primetime Emmy Award                 | Melhor Roteiro para Série Dramática                  | "Stranger Things" para "Capítulo Nove: O Portão"                      | Indicado  | [ 38 ]        |
| 2018 | Prêmio do Producers Guild of America | Melhor Drama Episódico                               | Stranger Things                                                       | Indicado  | [ 39 ]        |
| 2018 | Satellite Award                      | Melhor Série de Televisão – Gênero                   | Stranger Things                                                       | Indicado  | [ 40 ]        |
| 2018 | Prêmio Saturno                       | Melhor Série de Televisão de Nova Mídia              | Stranger Things                                                       | Indicado  | [ 41 ]        |
| 2018 | Teen Choice Award                    | Choice Fantasy/Sci-Fi Series                         | Stranger Things                                                       | Indicado  | [ 42 ]        |
| 2018 | Writers Guild of America Award       | Televisão: Dramatic Series                           | Stranger Things                                                       | Indicado  | [ 43 ]        |
| 2019 | Prêmio Grammy                        | Melhor Trilha Sonora de Compilação para Mídia Visual | Stranger Things                                                       | Indicado  | [ 44 ]        |
| 2019 | Nickelodeon Kids' Choice Award       | Drama de TV Favorito                                 | Stranger Things                                                       | Indicado  | [ 45 ]        |
| 2019 | Prêmios People's Choice              | Show digno de binge de 2019                          | Coisas Estranhas                                                      | Indicado  | [ 46 ]        |
| 2019 | Prêmios People's Choice              | Drama Show de 2019                                   | Coisas Estranhas                                                      | Venceu    | [ 46 ]        |
| 2019 | Prêmios People's Choice              | Show de ficção científica/fantasia de 2019           | Coisas Estranhas                                                      | Indicado  | [ 46 ]        |
| 2019 | Prêmios People's Choice              | Mostra de 2019                                       | Coisas Estranhas                                                      | Venceu    | [ 46 ]        |
| 2019 | Prêmio Saturno                       | Melhor série de terror e suspense em streaming       | Stranger Things                                                       | Venceu    | [ 47 ]        |
| 2019 | Teen Choice Award                    | Choice Summer TV Show                                | Stranger Things                                                       | Venceu    | [ 48 ]        |
| 2020 | Satellite Award                      | Melhor Série de Gênero                               | Stranger Things                                                       | Venceu    | [ 49 ]        |
| 2020 | Primetime Emmy Award                 | Melhor Série Dramática                               | Stranger Things                                                       | Indicado  | [ 50 ]        |